# KV17
Гробница KV17 — гробница Сети I, второго фараона XIX династии Древнего Египта. Является самой длинной (137,19 м) и изысканной гробницей в Долине царей. Также известна как Гробница Бельцони — по имени открывшего её учёного.
Великолепная гробница Сети I, вырубленная в скале, имеющая 6 лестниц, 4 колонных зала и 16 других помещений, является потрясающим и непревзойдённым шедевром египетского заупокойного зодчества.
Гробницу уже посещали грабители до её открытия. Саркофаг Сети I был открыт, и его мумии там не было.
Великолепно сохранившаяся мумия Сети I и остатки первоначального деревянного гроба обнаружены в тайнике Дейр эль-Бахри в 1881 году.

## Обнаружение
Она строилась всё время царствования фараона — 11 лет, но к тому времени ещё не была окончена. Росписи оформлялись в спешке.
Гробницу впервые обнаружил 16 октября 1817 года известный итальянский путешественник Джованни Бельцони.
Вход в гробницу был настолько хорошо скрыт, что оставался неприметен, пока сильный дождь не вызвал земляной обвал, который обнажил гробницу. Однако, когда Бельцони вслед за этим, проник в неё, то заметил следы разграбления в прежние времена. Алебастровый пустой саркофаг Сети (который ныне находится в Англии) вскрыт, разбитая крышка отброшена в сторону.

## Описание
Всего в гробнице присутствуют 6 лестниц (одна из которых потайная), несколько коридоров, шахта, ложная погребальная камера, настоящая погребальная камера и ещё ряд помещений. Также от погребальной камеры в неизвестном направлении идёт коридор.
Общая длина гробницы составляет 137,19 метров.
Стены гробницы целиком расписаны различными сценами на тему загробного мира, потрясающими уровнем их исполнения.
Лестница (27 ступеней) ведёт от входа вниз к вратам с картушами Сети-Усири, то есть ставшего Осирисом умершего. Из врат ведёт проход 11 м длины при 2,7 м высоты и 2,5 м ширины, который наклонён вглубь и вниз под углом 18° и приводит ко вторым вратам. От этих вторых врат ведёт спуск по лестнице в 25 ступеней к третьим вратам, от которых опять идёт наклонный вниз коридор длиной 11 м. На конце этого второго прохода находится комната 4,2 м ширины и 3,6 м длины, в которой при Бельцони (видевшем гробницу ещё в полном блеске и почти в целости) находился глубокий вертикальный колодец, за которым возвышалась стена, покрытая иероглифами. По-видимому, здесь кончалась гробница. Однако для Бельцони показался подозрительным звук, производимый при ударе в стену, — он приказал завалить шахту и пробить стену. За пробитой стеной первая зала лежит на полметра ниже и имеет 7,9 м в длину и 7,5 м в ширину; четыре колонны поддерживают потолок. Все расположенные ранее врата, лестницы и проходы покрыты иероглифами и рисунками и составляют одну картину, продолжающуюся от входа в залу, по ней и по всем следующим помещениям. Они нарисованы по тонкой штукатурке желтоватого цвета и изображают странствование души по разным пунктам Аменти («скрытого», то есть загробного мира), пока она не воспринимается в «цветущие» поля Иалу, в «доме солнца». В них видно, как царь предстаёт перед разными божествами Аменти, к которым он подъезжает на ладье солнца. В числе не разъяснённых ещё символов можно отметить процессию людей, несущих громадной длины змею.

Затем изображено шествие 16 мужчин по четыре в группе, подходящих к Хору. Это четыре известных египтянам народа: египтяне, семиты, нубийцы и ливийцы. Последние в длинных одеждах и с перьями на голове.
Ниже первого зала на четыре ступени лежит другая камера 8,1 м в длину и 7,2 м в ширину. В зале две колонны; здесь стенные рисунки не окончены. Первые абрисы учеников начертаны красной краской; исправления художника сделаны чёрным карандашом. Здесь особенно замечателен портрет Сети I. За этим залом нет продолжения гробницы; но из предыдущего зала с четырьмя колонами, с левой стороны от входа отступает вниз 18-ступенчатая лестница, которая приводит к коридору в 11 метров длины. В этом проходе на тему культа мёртвых и загробных мифов также великолепно расписаны стены.
Коридор заканчивается вратами; на пилястрах этих врат изображён на золотом троне фараон в пышной военной одежде и вооружении. От ворот на 6 ступеней вниз — маленькая аванзала, в которой правитель изображён стоящим перед богами Хатхор, Гором, Анубисом, Исидой, Осирисом и Птахом.

### Погребальная камера
Из этой входной комнаты попадаешь в просторную камеру с шестью колонами (7,8 × 7,5 м), к которой примыкает другая, не отделённая от неё камера (9 × 7,8 м), но пол которой ниже первой на четыре ступени, а потолок гораздо выше. На потолке выведены астрономические фигуры крокодила, гиппопотама, льва и священного быка. Здесь же в середине сводом покрытого зала находился алебастровый с инкрустацией саркофаг (2,85 м длины, почти метр шириной, с толщиной стенок 5 см), покрытый рельефами — сценами из заупокойных текстов — «Книги Врат» и «Книги Мёртвых».

### Астрономический зал
Рядом расположены ещё две расписанные камеры. В самой большой рядом с религиозными гимнами изображён ряд испытаний души: огонь, меч, ядовитые змеи. Финальная цель — «звёздное жилище» на своде «золотой залы» (залы саркофага) составлено из всех египтянам известных созвездий, из планет и деканов с указанием восхода светил.

### Конечная штольня
Позади «золотой залы» найдена неоконченная камера 12,6 м длины при 5,1 м ширины, покоящаяся на четырёх колоннах. От того места, где стоял саркофаг, идёт ещё глубоко в гору вниз метров на 60, ход или штольня, поворачивающая несколько направо и упирающаяся в голую скалу. На стенах её нет рельефов. Гипотеза видеть в этой штольне соединительный ход с долиной Ассасифа не подтвердилась. Штольню проделали, вероятно, ввиду предполагавшегося увеличения гробницы, но потом оставили работы. Нижняя точка этого хода лежит на 52 метра ниже входа в гробницу в ущелье.

## Ценность усыпальницы Сети I
Гробница Сети является колоссальным религиозным памятником, отражающим заупокойные представления египтян о загробном мире. Ночное путешествие солнца в образе Ра-Атума (соответственно царя) происходит в Дуате, разделённом на 12 частей, соответствующих 12 часам ночи. Солнечная ночная ладья Месектет за один час преодолевала одну часть пространства Дуата. До 4 часа солнце плывёт по водам небесного Нила, находящегося в Нут, которая проглатывала Атума на западном горизонте каждый вечер. Далее, в четвёртом часу солнце вступает в царство Сокара, переносясь в подземный мир Ро-Сетау. Боги отныне тянут ладью среди тьмы по пескам Ро-Сетау до конца ночного путешествия. Основная суть этих ритуальных сцен — достижение солнца (фараона) своего тела — Осириса, дабы получить новую жизненную энергию и воскреснуть.